# La Parca y el Ángel de la Muerte
La Parca y el Ángel de la Muerte es un óleo sobre lienzo de 1890 realizado por el artista simbolista francés Gustave Moreau tras la muerte de su amante Alexandrine Dureux. Se conserva en el Museo Nacional Gustave Moreau de París.
Muestra a la Moira o Parca Átropos guiando el caballo negro del Ángel de la Muerte. El Ángel empuña una gran espada, tiene halo y unas alas rojas, pero carece de rostro, como si estuviera hecho solo de sombra. Al fondo se ve un paisaje desolado con una luna rojiza y un sol atardeciendo.
El cuadro se compone de grandes flujos de pintura, a veces superpuestos, a veces molidos y espesos. Una verdadera meditación sobre la muerte, realizada justo cuando Moreau se retiraba de la pintura, su audaz uso del color la convierte en precursora del fauvismo, en particular de la obra de Georges Rouault, su alumno y primer conservador del museo Gustave-Moreau.

## Historia
A partir de 1890, Moreau se retiró y solo produjo obras de carácter más autobiográfico, como esta. Su "mejor y única amiga", Alexandrine Dureux, había fallecido y pintó la obra en su memoria al mismo tiempo que Orfeo llorando sobre la tumba de Eurídice.  En Horas, Francis Poictevin escribió sobre la obra:

"En la cima de un páramo a cuyo pie se alza una luna cadavérica, una luna de mala hora, un caballo montado por el ángel de la muerte, una figura oscura y desollada, aparentemente sin piel, una vela ensangrentada en la mano, este caballo sombrío, el ojo febril, la cabeza girando temblorosa y suplicante extrañamente hacia su guía, una anciana de aspecto sospechoso enterrada en su manto, mientras avanza ligeramente mágico con su brida de ajuste rápido, sobre todo olfateando el abismo que lo rodea".

 
La obra evoca la idea del dolor. Átropos, la más terrible de las tres Parcas, pues es la que corta el hilo de la vida, mientras que el Ángel de la Muerte bien podría ser uno de los Cuatro Jinetes del Apocalipsis. Moreau mezcla así las tradiciones paganas y cristianas en un sincretismo perfecto típico de su pintura. Como suele ocurrir en la obra de Moreau, la naturaleza es empática, siendo el sol poniente una evocación de la muerte. Su tratamiento es casi expresionista, especialmente en su uso del negro, la aplicación rápida y raspada de la pintura y los tonos rojizos.